# ماريو سوفيتشي
ماريو سوفيتشي Mario Soffici (14 مايو 1900 – 10 مايو 1977) مخرج سينمائي أرجنتيني، وممثل وكاتب سيناريو، في فترة الكلاسيكية للسينما الأرجنتينية.
ولد في فلورنسا وانتقل إلى الأرجنتين في عشرينات القرن العشرين، وبدأ التمثيل في عام 1931 والإخراج في عام 1935 بفيلم (روح باندنيون). وعمل مع العديد من الممثلين المشهورين من تلك الفترة مثل ليبرتاد لاماركي في أفلام موسيقية تتضمن رقصة التانغو.
أخرج حوالي 40 فيلماً بين عامي 1935 و1962 وأشهرهم فيلم سجناء الأرض عام 1939(الذي يوصف بأنه أحد أعظم أفلام السينما الأرجنتينية).
ومن أفلامه أيضا قارب بلا صياد عام 1950 المأخوذ عن رواية الكاتب الإسباني أليخاندرو كاسونا.

## روابط خارجية
- ماريو سوفيتشي على موقع IMDb (الإنجليزية)
- ماريو سوفيتشي على موقع أول موفي (الإنجليزية)
- ماريو سوفيتشي على موقع قاعدة بيانات الأفلام السويدية (السويدية)
- ماريو سوفيتشي على موقع قاعدة بيانات الفيلم (الإنجليزية)
- ماريو سوفيتشي على موقع كينوبويسك (الروسية)